# Clubiona fuzhouensis
Clubiona fuzhouensis là một loài nhện trong họ Clubionidae.
Loài này thuộc chi Clubiona. Clubiona fuzhouensis được miêu tả năm 1985 bởi Gong.